# Filmografia della RKO Radio Pictures

## Produzione
1929 - 1930 -
1931 - 1932 -
1933 - 1934 -
1935 - 1936 -
1937 - 1938 -
1939 - 1940 -
1941 - 1942 -
1943 - 1944 -
1945 - 1946 -
1947 - 1948 -
1949 - 1950 - 
1951 - 1952 -
1953 - 1954 -
1955 - 1956 -
1957
La filmografia è basata su IMDb 

### 1929
- La ragazza del bacio (Street Girl), regia di Wesley Ruggles (1929)
- Syncopation, regia di Bert Glennon (1929)
- St. Louis Blues, regia di Dudley Murphy (1929)
- L'ultimo viaggio (Side Street), regia di Malcolm St. Clair (1929)
- The Very Idea, regia di Frank Craven e Richard Rosson (1929)
- Rio Rita, regia di Luther Reed (1929)
- The Delightful Rogue, regia di Lynn Shores, Leslie Pearce (1929)
- Half Marriage, regia di William J. Cowen (1929)
- La più bella vittoria (Night Parade), regia di Malcolm St. Clair (1929)
- Jazz Heaven, regia di Melville W. Brown (1929)
- Tanned Legs, regia di Marshall Neilan (1929)
- The Vagabond Lover, regia di Marshall Neilan (1929)
- Black and Tan, regia di Dudley Murphy (1929)
- Dance Hall, regia di Melville W. Brown (1929)
- Le sette chiavi (Seven Keys to Baldpate), regia di Reginald Barker (1929)
- Hit the Deck, regia di Luther Reed (1929)

### 1930
- Humanettes No. 5, regia di Leigh Jason (1930)
- Humanettes No. 4, regia di Leigh Jason (1930)
- Humanettes No. 3, regia di Leigh Jason (1930)
- Humanettes No. 2, regia di Leigh Jason (1930)
- Ecco l'amore! (Love Comes Along), regia di Rupert Julian (1930)
- Girl of the Port, regia di Bert Glennon (1930)
- Second Wife, regia di Russell Mack (1930)
- The Case of Sergeant Grischa, regia di Herbert Brenon (1930)
- Beau Bandit, regia di Lambert Hillyer (1930)
- Campus Sweethearts, regia di James Leo Meehan (1930)
- Framed, regia di George Archainbaud (1930)
- Lovin' the Ladies , regia di Melville W. Brown (1930)
- Alias French Gertie, regia di George Archainbaud (1930)
- He Knew Women, regia di F. Hugh Herbert (1930)
- The Runaway Bride, regia di Donald Crisp (1930)
- The Cuckoos, regia di Paul Sloane (1930)
- Il mistero di mezzanotte (Midnight Mystery), regia di George B. Seitz (1930)
- Barnum Was Wrong, regia di Mark Sandrich (1930)
- The Fall Guy, regia di Leslie Pearce (1930)
- Inside the Lines, regia di Roy Pomeroy (1930)
- Off to Peoria, regia di Mark Sandrich (1930)
- A colpo sicuro (Shooting Straight), regia di George Archainbaud (1930)
- She's My Weakness, regia di Melville W. Brown (1930)
- Dixiana, regia di Luther Reed (1930)
- Who's Got the Body?, regia di Mark Sandrich (1930)
- Conspiracy, regia di Christy Cabanne (1930)
- L'onesta segretaria (Lawful Larceny), regia di Lowell Sherman (1930)
- Nella morsa delle rotaie (Danger Lights), regia di George B. Seitz (1930)
- The Golf Specialist, regia di Monte Brice (1930)
- Humanettes No. 1, regia di Leigh Jason (1930)
- A Peep on the Deep, regia di Mark Sandrich (1930)
- Leathernecking, regia di Edward F. Cline (1930)
- Society Goes Spaghetti, regia di Mark Sandrich (1930)
- Check and Double Check, regia di Melville W. Brown (1930)
- Half Shot at Sunrise, regia di Paul Sloane (1930)
- The Pay-Off, regia di Lowell Sherman (1930)
- Razored in Old Kentucky, regia di Mark Sandrich (1930)
- The Silver Horde, regia di George Archainbaud (1930)
- Moonlight and Monkey Business, regia di Mark Sandrich (1930)
- Aunt's in the Pants, regia di Mark Sandrich (1930)
- Hey Diddle Diddle, regia di George Marshall (1930)
- Hook Line and Sinker, regia di Edward F. Cline (1930)
- Trader Ginsberg, regia di Mark Sandrich (1930)

### 1931
- Humanettes No. 9, regia di Leigh Jason - cortometraggio (1931)
- Humanettes No. 8, regia di Leigh Jason (1931)
- Humanettes No. 7, regia di Leigh Jason (1931)
- Humanettes No. 6, regia di Leigh Jason (1931)
- Humanettes No. 12, regia di Leigh Jason (1931)
- Humanettes No. 11, regia di Leigh Jason (1931)
- Humanettes No. 10, regia di Leigh Jason (1931)
- The Royal Bed, regia di Lowell Sherman (1931)
- Beau Ideal. regia di Herbert Brenon (1931)
- Talking Turkey, regia di Mark Sandrich (1931)
- He Loved Her Not, regia di George Marshall (1931)
- I pionieri del West (Cimarron), regia di Wesley Ruggles (1931)
- Millie, regia di John Francis Dillon (1931)
- Kept Husbands, regia di Lloyd Bacon (1931)
- The Wife o' Riley, regia di Mark Sandrich (1931)
- Échec au roi, regia di Leon D'Usseau, Henri de la Falaise (1931)
- The Lady Refuses, regia di George Archainbaud (1931)
- She Went for a Tramp, regia di Lou Brock (1931)
- Behind Office Doors, regia di Melville W. Brown (1931)
- Laugh and Get Rich, regia di Gregory La Cava (1931)
- Cracked Nuts, regia di Edward F. Cline (1931)
- Bachelor Apartment, regia di Lowell Sherman (1931)
- The Sin Ship, regia di Louis Wolheim (1931)
- White Shoulders, regia di Melville W. Brown (1931)
- Everything's Rosie, regia di Clyde Bruckman (1931)
- Il mio ragazzo (Young Donovan's Kid), regia di Fred Niblo (1931)
- Transgression, regia di Herbert Brenon (1931)
- Three Who Loved, regia di George Archainbaud (1931)
- Too Many Cooks, regia di William Seiter (William A. Seiter) (1931)
- L'elegante giustiziere (The Public Defender), regia di J. Walter Ruben (1931)
- Madame Julie (The Woman Between), regia di Victor Schertzinger (1931)
- The Lone Starved Ranger, regia di Harold Schwartz (1931)
- Traveling Husbands, regia di Paul Sloane (1931)
- The County Seat, regia di Mark Sandrich (1931)
- High Stakes, regia di Lowell Sherman (1931)
- The Runaround, regia di William James Craft (1931)
- Trouble from Abroad, regia di Mark Sandrich (1931)
- Il bel capitano (The Gay Diplomat), regia di Richard Boleslawski (1931)
- The Way of All Fish, regia di Mark Sandrich (1931)
- Nuit d'Espagne, regia di Henri de la Falaise (1931)
- Caught Plastered, regia di William A. Seiter (1931)
- Una donna intraprendente (Smart Woman), regia di Gregory La Cava (1931)
- A Clean-Up on the Curb, regia di Lloyd French (1931)
- Cowslips, regia di Mark Sandrich (1931)
- The Gland Parade, regia di Harold Schwartz (1931)
- Facing the Gallows, regia di Spencer Gordon Bennet (1931)
- La sfinge dell'amore (Friends and Lovers), regia di Victor Schertzinger (1931)
- Fanny Foley Herself, regia di Melville W. Brown (1931)
- False Roomers, regia di Mark Sandrich (1931)
- Use Your Noodle, regia di Lloyd French (1931)
- The House Dick, regia di Lloyd French (1931)
- Strife of the Party, regia di Mark Sandrich (1931)
- Consolation Marriage, regia di Paul Sloane (1931)
- The Mystery of Compartment C, regia di Spencer Gordon Bennet (1931)
- Scratch-As-Catch-Can, regia di Mark Sandrich (1931)
- A Melon-Drama, regia di Mark Sandrich (1931)
- Way Back Home, regia di William A. Seiter (1931)
- Are These Our Children, regia di Wesley Ruggles e, non accreditato, Howard Estabrook (1931)
- Eroi senza gloria (Secret Service), regia di J. Walter Ruben (1931)
- Many a Sip, regia di Mark Sandrich (1931)
- Peach-O-Reno, regia di William A. Seiter (1931)
- Men of Chance, regia di George Archainbaud (1931)

### 1932
- Girl of the Rio, regia di Herbert Brenon (1932)
- Big Dame Hunting, regia di George Marshall (1932)
- Ex-Rooster, regia di Mark Sandrich (1932)
- Ladies of the Jury, regia di Lowell Sherman (1932)
- La mia vita per mio figlio (A Woman Commands), regia di Paul L. Stein (1932)
- Never the Twins Shall Meet, regia di Harold Schwartz (1932)
- L'ultima squadriglia (The Lost Squadron), regia di George Archainbaud (1932)
- Girl Crazy, regia di William A. Seiter (1932)
- Melodie della vita (Symphony of Six Million), regia di Gregory La Cava (1932)
- Just a Pain in the Parlor, regia di George Marshall (1932)
- The Roadhouse Murder, regia di J. Walter Ruben (1932)
- Giuro di dire la verità (State's Attorney), regia di George Archainbaud (1932)
- Is My Face Red?, regia di William A. Seiter (1932)
- The Engineer's Daughter; or, Iron Minnie's Revenge
- Spia bionda (Roar of the Dragon), regia di Wesley Ruggles (1932)
- Swift Justice, regia di Spencer Gordon Bennet  (1932)
- The Golf Chump, regia di Harry Sweet (1932)
- Luana la vergine sacra (Bird of Paradise), regia di King Vidor (1932)
- The Iceman's Ball, regia di Mark Sandrich (1932)
- The Age of Consent, regia di Gregory La Cava (1932)
- Two Lips and Juleps; or, Southern Love and Northern Exposure
- Thirteen Women, regia di George Archainbaud (1932)
- La pericolosa partita (The Most Dangerous Game) (1932)
- Hold 'Em Jail, regia di Norman Taurog (1932)
- Hell's Highway, regia di Rowland Brown (1932)
- Come on Danger!, regia di Robert F. Hill (1932)
- Flaming Gold, regia di Ralph Ince (1933)[1]
- Febbre di vivere (A Bill of Divorcement), regia di George Cukor (1932)
- The Phantom of Crestwood, regia di J. Walter Ruben (1932)
- Parlor, Bedroom and Wrath, regia di Harry Sweet (1932)
- The Millionaire Cat, regia di Mark Sandrich (1932)
- A Firehouse Honeymoon, regia di George Marshall (1932)
- Little Orphan Annie, regia di John S. Robertson (1932)
- The Sport Parade, regia di Dudley Murphy (1932)
- I conquistatori (The Conquerors), regia di William A. Wellman (1932)
- Sham Poo, the Magician, regia di Harry Sweet (1932)
- Labbra proibite (Rockabye), regia di George Cukor e, non accreditato, George Fitzmaurice (1932)
- Renegades of the West, regia di Casey Robinson
- Men of America, regia di Ralph Ince e, non accreditato, William Boyd (1932)
- The Bride's Bereavement; or, The Snake in the Grass, regia di Robert F. Hill (1932)
- Secrets of the French Police, regia di A. Edward Sutherland (1932)
- Penguin Pool Murder , regia di George Archainbaud (1932)
- La verità seminuda (The Half Naked Truth), regia di Gregory La Cava (1932)
- Fish Feathers, regia di Harry Sweet (1932)
- The Animal Kingdom, regia di Edward H. Griffith (1932)
- Jitters the Butler, regia di Mark Sandrich (1932)

### 1933
- Thru Thin and Thicket, or Who's Zoo in Africa, regia di Mark Sandrich (1933)
- Knee Deep in Music, regia di Alfred J. Goulding (1933)
- La grande menzogna (No Other Woman), regia di J. Walter Ruben (1933)
- The Monkey's Paw, regia di Wesley Ruggles e, non accreditato, Ernest B. Schoedsack (1933)
- The Past of Mary Holmes, regia di Harlan Thompson e Slavko Vorkapich (1933)
- The Cheyenne Kid, regia di Robert F. Hill (1933)
- Private Wives, regia di Mark Sandrich (1933)
- Hey, Nanny Nanny, regia di Ben Holmes (1933)
- Gli arditi del cinema (Lucky Devils), regia di Ralph Ince (1933)
- Topaze, regia di Harry d'Abbadie d'Arrast (1933)
- The Great Jasper, regia di J. Walter Ruben (1933)
- I nostri superiori (Our Betters), regia di George Cukor (1933)
- Art in the Raw, regia di Harry Sweet (1933)
- Hokus Focus, regia di Mark Sandrich (1933)
- King Kong, regia di Merian C. Cooper e Ernest B. Schoedsack (1933)
- La falena d'argento (Christopher Strong), regia di Dorothy Arzner (1933)
- Scarlet River, regia di Otto Brower (1933)
- Figli di lusso (Sweepings), regia di John Cromwell (1933)
- Lost in Limehouse, regia di Otto Brower (1933)
- A Merchant of Menace, regia di Harry Sweet (1933)
- I diplomaniaci (Diplomaniacs), regia di William A. Seiter (1933)
- The Silver Cord, regia di John Cromwell (1933)
- Son of the Border, regia di Lloyd Nosler (1933)
- The Moonshiner's Daughter, regia di Albert Ray (1933)
- The Druggist's Dilemma, regia di Mark Sandrich (1933)
- Troppa armonia (Emergency Call), regia di Edward L. Cahn (1933)
- Cross Fire, regia di Otto Brower (1933)
- Professional Sweetheart, regia di William A. Seiter (1933)
- Good Housewrecking, regia di Harry Sweet (1933)
- La crociera delle ragazze (Melody Cruise), regia di Mark Sandrich (1933)
- The Gay Nighties, regia di Mark Sandrich (1933)
- Letto di rose (Bed of Roses), regia di Gregory La Cava (1933)
- Stolen by Gypsies or Beer and Bicycles, regia di Albert Ray (1933)
- Flying Devils, regia di Russell Birdwell (1933)
- She Outdone Him, regia di Harry Sweet (1933)
- A doppia briglia (Double Harness), regia di John Cromwell (1933)
- Headline Shooter, regia di Otto Brower (1933)
- Kickin' the Crown Around, regia di Sam White (1933)
- Before Dawn, regia di Irving Pichel (1933)
- No Marriage Ties, regia di J. Walter Ruben (1933)
- Quiet Please!, regia di George Stevens (1933)
- So This Is Harris!, regia di Mark Sandrich (1933)
- La gloria del mattino (Morning Glory), regia di Lowell Sherman (1933)
- Flirting in the Park, regia di George Stevens (1933)
- Blind Adventure, regia di Ernest B. Schoedsack (1933)
- One Man's Journey, regia di John S. Robertson (1933)
- Rafter Romance, regia di William A. Seiter (1933)
- Snug in the Jug, regia di Ben Holmes (1933)
- Midshipman Jack, regia di Christy Cabanne (1933)
- Ann Vickers, regia di John Cromwell (1933)
- A Preferred List, regia di Leigh Jason (1933)
- Aggie Appleby Maker of Men, regia di Mark Sandrich (1933)
- Fits in a Fiddle, regia di Sam White (1933)
- Ace of Aces, regia di J. Walter Ruben (1933)
- Dopo quella notte (After Tonight), regia di George Archainbaud (1933)
- Chance at Heaven, regia di William A. Seiter (1933)
- What Fur, regia di George Stevens (1933)
- Piccole donne (Little Women), regia di George Cukor (1933)
- Sogno d'estate (The Right to Romance), regia di Alfred Santell (1933)
- If I Were Free, regia di Elliott Nugent (1933)
- California Weather, regia di Alf Goulding (1933)
- The Son of Kong, regia di Ernest B. Schoedsack (1933)
- Carioca (Flying Down to Rio), regia di Thornton Freeland (1933)
- Air Tonic, regia di Sam White (1933)
- Grin and Bear It, regia di George Stevens (1933)
- Signing 'em Up (1933)

### 1934
- The Meanest Gal in Town, regia di Russell Mack (1934)
- Man of Two Worlds, regia di J. Walter Ruben (1934)
- Long Lost Father, regia di Ernest B. Schoedsack (1934)
- Two Alone, regia di Elliott Nugent (1934)
- In the Devildog House, regia di Ben Holmes (1934)
- Labbra dipinte (Hips, Hips, Hooray!), regia di Mark Sandrich (1934)
- Bridal Bail, regia di George Stevens (1934)
- La pattuglia sperduta (The Lost Patrol), regia John Ford (1934)
- A Torch Tango, regia di Alf Goulding (1934)
- Love on a Ladder, regia di Sam White (1934)
- Keep 'Em Rolling, regia di George Archainbaud (1934)
- Argento vivo (Spitfire), regia di John Cromwell (1934)
- The Crime Doctor, regia di John S. Robertson (1934)
- Success at Any Price, regia di J. Walter Ruben (1934)
- Autobuyography, regia di Al Boasberg (1934)
- The Undie-World, regia di George Stevens (1934)
- Strictly Fresh Yeggs, regia di George Stevens (1934)
- This Man Is Mine, regia di John Cromwell (1934)
- Bedlam of Beards, regia di Ben Holmes (1934)
- Where Sinners Meet, regia di J. Walter Ruben (1934)
- Sing and Like It, regia di William A. Seiter (1934)
- Old Maid's Mistake, regia di Al Boasberg (1934)
- Rough Necking, regia di George Stevens (1934)
- Cracked Shots, regia di George Stevens (1934)
- Strictly Dynamite, regia di Elliott Nugent (non accreditato) (1934)
- Stingari il bandito sentimentale (Stingaree), regia di William A. Wellman (1934)
- Wrong Direction, regia di Alf Goulding (1934)
- Trailing Along, regia di Fred Guiol (1934)
- Love and Hisses, regia di Sam White (1934)
- La donna nell'ombra (The Life of Vergie Winters), regia di Alfred Santell (1934)
- Murder on the Blackboard, regia di George Archainbaud (1934)
- Let's Try Again, regia di Worthington Miner (1934)
- In-Laws Are Out, regia di Sam White (1934)
- Cockeyed Cavaliers, regia di Mark Sandrich (1934)
- Derby Decade, regia di Alf Goulding (1934)
- We're Rich Again, regia di William A. Seiter (1934)
- His Greatest Gamble, regia di John S. Robertson (1934)
- Bachelor Bait, regia di George Stevens (1934)
- Hat, Coat, and Glove, regia di Worthington Miner (1934)
- Odor in the Court, regia di Ben Holmes (1934)
- Contented Calves, regia di Sam White (1934)
- The Fuller Gush Man, regia di Al Boasberg (1934)
- Their Big Moment, regia di James Cruze (1934)
- The Fountain, regia di John Cromwell (1934)
- Unlucky Strike, regia di Ben Holmes (1934)
- Down to Their Last Yacht, regia di Paul Sloane (1934)
- The Age of Innocence, regia di Philip Moeller (1934)
- A Blasted Event, regia di Alf Goulding (1934)
- Southern Style, regia di Alf Goulding (1934)
- La ragazza più ricca del mondo (The Richest Girl in the World), regia di William A. Seiter (1934)
- Dangerous Corner, regia di Phil Rosen (1934)
- Cerco il mio amore (The Gay Divorcee), regia di Mark Sandrich (1934)
- Ocean Swells, regia di George Stevens (1934)
- Everything's Ducky, regia di Ben Holmes (1934)
- Wednesday's Child, regia di John S. Robertson (1934)
- Gridiron Flash, regia di Glenn Tryon (1934)
- Kentucky Kernels, regia di George Stevens (1934)
- Fixing a Stew, regia di Al Boasberg (1934)
- The Big Mouthpiece, regia di Fred Guiol (1934)
- By Your Leave, regia di Lloyd Corrigan (1934)
- Poisoned Ivory, regia di Alf Goulding (1934)
- Ferry-Go-Round, regia di Sam White (1934)
- La figlia di nessuno (Anne of Green Gables), regia di George Nichols Jr. (1934)
- Bandits and Ballads, regia di Friedrich Hollaender (1934)
- Lightning Strikes Twice, regia di Ben Holmes (1934)
- Il treno fantasma (The Silver Streak), regia di Thomas Atkins (1934)
- The Dancing Millionaire, regia di Sam White (1934)
- Red Morning, regia di Wallace Fox (1934)
- West of the Pecos, regia di Phil Rosen (1934)
- Amore tzigano (The Little Minister), regia di Richard Wallace (1934)
- In a Pig's Eye, regia di Ben Holmes (1934)

### 1935
- How to Break 90 at Croquet, regia di Leigh Jason (1935)
- Romance in Manhattan, regia di Stephen Roberts (1935)
- Grand Old Girl, regia di John S. Robertson (1935)
- Brick-a-Brac, regia di Sam White (1935)
- This Band Age, regia di Sam White (1935)
- Horse Heir, regia di Fred Guiol (1935)
- Un incantevole aprile (Enchanted April), regia di Harry Beaumont (1935)
- Murder on a Honeymoon, regia di Lloyd Corrigan (1935)
- The Spirit of 1976, regia di Leigh Jason (1935)
- Hunger Pains, regia di George Stevens (1935)
- Captain Hurricane, regia di John S. Robertson (1935)
- An Old Spanish Onion, regia di Alf Goulding (1935)
- Roberta, regia di William A. Seiter (1935)
- Laddie, regia di George Stevens (1935)
- Raised and Called, regia di Fred Guiol (1935)
- A Dog of Flanders, regia di Edward Sloman (1935)
- South Seasickness, regia di Arthur Ripley (1935)
- La maschera di mezzanotte (Star of Midnight), regia di Stephen Roberts (1935)
- Wig-Wag, regia di Sam White (1935)
- Flying Down to Zero, regia di Ben Holmes (1935)
- Strangers All, regia di Charles Vidor (1935)
- Hit and Rum, regia di Ben Holmes (1935)
- Il traditore  (The Informer), regia di John Ford (1935)
- Chasing Yesterday, regia di George Nichols Jr. (1935)
- In the Sweet Bye and Bye, regia di Al Boasberg (1935)
- Quando si ama (Break of Hearts), regia di Philip Moeller (1935)
- Sock Me to Sleep, regia di Ben Holmes (1935)
- Ticket or Leave It, regia di Alf Goulding (1935)
- The Nitwits, regia di George Stevens (1935)
- Pickled Peppers, regia di Ben Holmes (1935)
- Hooray for Love, regia di Walter Lang (1935)
- Alibi Bye Bye, regia di Ben Holmes (1935)
- Village Tale, regia di John Cromwell (1935)
- A Night at the Biltmore Bowl, regia di Alf Goulding (1935)
- Arizona (The Arizonian), regia di Charles Vidor (1935)
- Edgar Hamlet, regia di Arthur Ripley (1935)
- La donna eterna (She), regia di Lansing C. Holden e Irving Pichel (1935)
- Drawing Rumors, regia di Ben Holmes (1935)
- Salesmanship Ahoy, regia di Al Boasberg (1935)
- Old Man Rhythm, regia di Edward Ludwig (1935)
- Jalna, regia di John Cromwell (1935)
- A Quiet Fourth, regia di Fred Guiol (1935)
- Primo amore (Alice Adams), regia di George Stevens (1935)
- Hot Tip, regia di James Gleason, Ray McCarey (1935)
- Metropolitan Nocturne, regia di Leigh Jason (1935)
- Cappello a cilindro (Top Hat), regia di Mark Sandrich (1935)
- In Love at 40, regia di Arthur Ripley (1935)
- The Return of Peter Grimm, regia di George Nichols Jr., Victor Schertzinger (1935)
- Home Work, regia di Alfred J. Goulding (1935)
- Freckles, regia di William Hamilton e Edward Killy (1935)
- Night Life, regia di Alf Goulding (1935)
- La grande arena (Powdersmoke Range) , regia di Wallace Fox (1935)
- His Family Tree, regia di Charles Vidor (1935)
- I tre moschettieri (The three Musketeers), regia di Rowland V. Lee (1935)
- Hi, Gaucho!, regia di Thomas Atkins (1935)
- Gli ultimi giorni di Pompei (The Last Days of Pompeii), regia di Merian C. Cooper e Ernest Beaumont Schoedsack (1935)
- The Rainmakers, regia di Fred Guiol (1935)
- Happy Tho' Married, regia di Arthur Ripley (1935)
- Tuned Out, regia di Alf Goulding (1936)
- La dominatrice (Annie Oakley), regia di George Stevens (1935)
- Another Face, regia di Christy Cabanne (1935)
- La regina di Broadway (In Person), regia di William A. Seiter (1935)
- Counselitis, regia di Al Boasberg (1935)
- To Beat the Band, regia di Benjamin Stoloff (1935)
- Notte di carnevale (I Dream Too Much), regia di John Cromwell (1935)
- Seven Keys to Baldpate, regia di William Hamilton e Edward Killy (1935)
- Il diavolo è femmina (Sylvia Scarlett), regia di George Cukor (1935)
- We're Only Human, regia di James Flood (1935)
- Foolish Hearts, regia di Ben Holmes (1935)

### 1936
- Bad Medicine, regia di Jean Yarbrough (1936)
- Too Many Surprises, regia di Fred Guiol (1936)
- Gasoloons, regia di Arthur Ripley (1936)
- Two in the Dark, regia di Ben Stoloff (1936)
- Camera Cranks, regia di Jack Townley (1936)
- Chatterbox, regia di George Nichols Jr. (1936)
- Upper Cutlets, regia di Al Boasberg (1936)
- La villa del mistero (Muss 'em Up), regia di Charles Vidor (1936)
- Radio Barred, regia di Leslie Goodwins (1936)
- Una moglie ideale (The Lady Consents), regia di Stephen Roberts (1936)
- All Business, regia di Jean Yarbrough (1936)
- Seguendo la flotta (Follow the Fleet), regia di Mark Sandrich (1936)
- Yellow Dust, regia di Wallace Fox (1936)
- Alladin from Manhattan, regia di Ben Holmes (1936)
- Love on a Bet, regia di Leigh Jason (1936)
- Will Power, regia di Arthur Ripley (1936)
- Sogni dorati (The Farmer in the Dell), regia di Ben Holmes (1936)
- A Wed-Time Story, regia di Jean Yarbrough (1936)
- Silly Billies, regia di Fred Guiol (1936)
- Down the Ribber, regia di Al Boasberg (1936)
- Two in Revolt, regia di Glenn Tryon (1936)
- Murder on a Bridle Path, regia di William Hamilton, Edward Killy (1936)
- La sedia del testimone (The Witness Chair), regia di George Nichols Jr. (1936)
- Special Investigator, regia di Louis King (1936)
- Fight is Right, regia di Leslie Goodwins (1936)
- Melody in May, regia di Ben Holmes (1936)
- High Beer Pressure, regia di Leslie Goodwins (1936)
- Il fantino di Kent (The Ex-Mrs. Bradford), regia di Stephen Roberts (1936)
- Wholesailing Along, regia di Al Boasberg (1936)
- The Last Outlaw, regia di Christy Cabanne (1936)
- Bunker Bean, regia di William Hamilton, Edward Killy (1936)
- Sleepy Time, regia di Ben Holmes (1936)
- La forza dell'amore (The Bride Walks Out), regia di Leigh Jason (1936)
- Dummy Ache, regia di Leslie Goodwins (1936)
- Great International Heavyweight Boxing Contest Between Joe Louis and Max Schmeling
- M'Liss, regia di George Nicholls Jr. (1936)
- Maria di Scozia (Mary of Scotland) (1936)
- Swing It, regia di Leslie Goodwins (1936)
- Grand Jury, regia di Albert S. Rogell (1936)
- Listen to Freezin', regia di Al Boasberg (1936)
- Second Wife, regia di Edward Killy (1936)
- Who's Looney Now, regia di Leslie Goodwins (1936)
- So and Sew (1936)
- Follie d'inverno (Swing Time), regia di George Stevens (1936)
- Framing Father, regia di  Leslie Goodwins (1936)
- L'incontentabile (Walking on Air), regia di Joseph Santley (1936)
- La jena di Barlow (Don't Turn 'em Loose), regia di Ben Stoloff (1936)
- Mummy's Boys, regia di Fred Guiol (1936)
- The Big Game, regia di George Nichols Jr. e Edward Killy (1936)
- Camp Meetin', regia di Leslie Goodwins (1936)
- Without Orders, regia di Lew Landers (1936)
- Vocalizing, regia di Leslie Goodwins (1936)
- Una donna si ribella (A Woman Rebels), regia di Mark Sandrich (1936)
- One Live Ghost, regia di Leslie Goodwins (1936)
- Make Way for a Lady, regia di David Burton (1936)
- Quartieri di lusso (Smartest Girl in Town), regia di Joseph Santley (1936)
- Wanted! Jane Turner, regia di Edward Killy (1936)
- Sotto i ponti di New York (Winterset), regia di Alfred Santell (1936)
- Il signore e la signora Sherlock Holmes (The Plot Thickens), regia di Ben Holmes (1936)
- Don't Be Like That, regia di Jean Yarbrough (1936)
- Night Waitress, regia di Lew Landers (1936)
- Grandma's Buoys, regia di Leslie Goodwins (1936)
- L'aratro e le stelle (The Plough and the Stars), regia di John Ford (1936)
- La ragazza di Parigi (That Girl from Paris), regia di Leigh Jason (1936)

### 1937
- We Who Are About to Die, regia di Christy Cabanne (1937)
- Murder in Swingtime, regia di Arthur Dreifuss (1937)
- Deep South, regia di Leslie Goodwins (1937)
- Racing Lady, regia di Wallace Fox (1937)
- The Hillbilly Goat, regia di Leslie Goodwins (1937)
- Criminal Lawyer, regia di Christy Cabanne e, non accreditato, Edward Killy (1937)
- They Wanted to Marry, regia di Lew Landers (1937)
- We're on the Jury, regia di Ben Holmes (1937)
- Don't Tell the Wife, regia di Christy Cabanne (1937)
- I demoni del mare (Sea Devils), regia di Ben Stoloff (1937)
- Bad Housekeeping, regia di Leslie Goodwins (1937)
- China Passage, regia di Edward Killy (1937)
- Dolce inganno (Quality Street), regia di George Stevens (1937)
- The Man Who Found Himself, regia di Lew Landers (1937)
- Too Many Wives, regia di Ben Holmes (1937)
- Michele Strogoff (The Soldier and the Lady), regia di George Nichols Jr. (1937)
- Adorazione (The Woman I Love), regia di Anatole Litvak (1937)
- Locks and Bonds, regia di Leslie Goodwins (1937)
- The Outcasts of Poker Flat, regia di Christy Cabanne (1937)
- You Can't Buy Luck, regia di Lew Landers (1937)
- Voglio danzare con te (Shall We Dance), regia di Mark Sandrich (1937)
- Wrong Romance, regia di Leslie Goodwins (1937)
- Behind the Headlines, regia di Richard Rosson (1937)
- There Goes My Girl, regia di Ben Holmes, Edward Killy (1937)
- Meet the Missus, regia di Joseph Santley (1937)
- Border Cafe, regia di Lew Landers (1937)
- Dumb's the Word, regia di Leslie Goodwins (1937)
- Swing Fever, regia di Jean Yarbrough (1937)
- You Can't Beat Love, regia di Christy Cabanne (1937)
- New Faces of 1937, regia di Leigh Jason (1937)
- Wife Insurance, regia di Jean Yarbrough (1937)
- On Again-Off Again, regia di Edward F. Cline (1937)
- Lettera anonima (Super-Sleuth), regia di Ben Stoloff (Benjamin Stoloff) (1937)
- Alla conquista dei dollari (The Toast of New York), regia di Rowland V. Lee (1937)
- The Big Shot, regia di Edward Killy (1937)
- Forty Naughty Girls, regia di Edward F. Cline (1937)
- Tramp Trouble, regia di Leslie Goodwins (1937)
- Hideaway, regia di Richard Rosson (1937)
- L'ultimo volo (Flight from Glory), regia di Lew Landers (1937)
- Romancing Along (1937)
- The Life of the Party, regia di William A. Seiter (1937)
- Should Wives Work?, regia di Leslie Goodwins (1937)
- Annapolis Salute, regia di Christy Cabanne (1937)
- Morning, Judge, regia di Leslie Goodwins (1937)
- Musica per signora (Music for Madame), regia di John G. Blystone (1937)
- Trailing Along, regia di Jean Yarbrough (1937)
- Palcoscenico (Stage Door), regia di Gregory La Cava (1937)
- Saturday's Heroes, regia di Edward Killy (1937)
- Many Unhappy Returns, regia di Charles E. Roberts (1937)
- Pronto per due (Breakfast for Two), regia di Alfred Santell (1937)
- Un povero milionario (There Goes the Groom), regia di Joseph Santley (1937)
- Fight for Your Lady, regia di Ben Stoloff (1937)
- A Rented Riot, regia di Jean Yarbrough (1937)
- Living on Love, regia di Lew Landers (1937)
- Danger Patrol, regia di Lew Landers (1937)
- Edgar & Goliath, regia di Leslie Goodwins (1937)
- Una magnifica avventura (A Damsel in Distress), regia di George Stevens (1937)
- High Flyers, regia di Edward F. Cline (1937)
- Harris in the Spring, regia di Leslie Goodwins (1937)
- Quick Money, regia di Edward Killy (1937)
- Rhythm Wranglers, regia di Charles E. Roberts (1937)
- Una donna in gabbia (Hitting a New High), regia di Raoul Walsh (1937)
- Wise Girl, regia di Leigh Jason (1937)
- Una ragazza fortunata (She's Got Everything), regia di Joseph Santley (1937)

### 1938
- The Dummy Owner, regia di Jean W. Yarbrough (1938)
- Crashing Hollywood, regia di Lew Landers (1938)
- Everybody's Doing It, regia di Christy Cabanne (1938)
- The Stupor-Visor, regia di Charles E. Roberts (1938)
- Ears of Experience, regia di Leslie Goodwins (1938)
- Double Danger, regia di Lew Landers (1938)
- Radio City Revels, regia di Ben Stoloff (1938)
- Susanna! (Bringing Up Baby), regia di Howard Hawks  (1938)
- Quintupland (1938)
- In the Swim, regia di Frank P. Donovan (1938)
- Night Spot, regia di Christy Cabanne (1938)
- Maid's Night Out, regia di Ben Holmes (1938)
- His Pest Friend, regia di Leslie Goodwins (1928)
- Condannate (Condemned Women), regia di Lew Landers (1938)
- False Roomers, regia di Leslie Goodwins (1938)
- Twenty Girls and a Band, regia di Leslie Goodwins (1938)
- This Marriage Business, regia di Christy Cabanne (1938)
- Go Chase Yourself, regia di Edward F. Cline (1938)
- A Buckaroo Broadcast, regia di Jean Yarbrough (1938)
- Law of the Underworld, regia di Lew Landers (1938)
- Kennedy's Castle, regia di Leslie Goodwins (1938)
- Gioia d'amare (Joy of Living), regia di Tay Garnett (1938)
- Berth Quakes, regia di Jean Yarbrough (1938)
- Una donna vivace (Vivacious Lady), regia di George Stevens (1938)
- Gun Law, regia di David Howard (1938)
- Blind Alibi, regia di Lew Landers (1938)
- The Saint in New York, regia di Ben Holmes (1938)
- Picketing for Love, regia di Jean Yarborough (1938)
- Border G-Man, regia di David Howard (1938)
- Blond Cheat, regia di Joseph Santley (1938)
- The Jitters, regia di Leslie Goodwins (1938)
- Vacanze d'amore (Having Wonderful Time), regia di Alfred Santell (1938)
- Crime Ring, regia di Leslie Goodwins (1938)
- Fool Coverage, regia di Leslie Goodwins (1938)
- Sky Giant, regia di Lew Landers (1938)
- Mother Carey's Chickens, regia di Rowland V. Lee (1938)
- Hunting Trouble, regia di Charles E. Roberts (1938)
- I'm from the City, regia di Ben Holmes (1938)
- Smashing the Rackets, regia di Lew Landers (1938)
- Russian Dressing, regia di Jean Yarbrough (1938)
- Painted Desert, regia di David Howard (1938)
- Girandola (Carefree), regia di Mark Sandrich (1938)
- The Affairs of Annabel, regia di Ben Stoloff e (non accreditato) Lew Landers (1938)
- A Western Welcome, regia di Leslie Goodwins (1938)
- The Renegade Ranger, regia di David Howard (1938)
- Fugitives for a Night, regia di Leslie Goodwins (1938)
- Servizio in camera (Room Service), regia di William A. Seiter (1938)
- Stage Fright, regia di Leslie Goodwins (1938)
- Mr. Doodle Kicks Off, regia di Leslie Goodwins (1938)
- Beaux and Errors, regia di Charles E. Roberts (1938)
- Il terzo delitto (The Mad Miss Manton), regia di Leigh Jason (1938)
- A Man to Remember, regia di Garson Kanin (1938)
- Sea Melody, regia di Jean Yarbrough (1938)
- Tarnished Angel, regia di Leslie Goodwins (1938)
- Lawless Valley, regia di David Howard (1938)
- Annabel Takes a Tour, regia di Lew Landers (1938)
- The Law West of Tombstone, regia di Glenn Tryon (1938)
- Major Difficulties, regia di Lou Brock (1938)
- Next Time I Marry, regia di Garson Kanin (1938)
- A Clean Sweep, regia di Charles E. Roberts (1938)
- Prairie Papas, regia di Jack Townley (1938)
- On the Wing, regia di Jay Bonafield (1938)

### 1939
- Swing Vacation, regia di Jean Yarbrough (1939)
- Dog-Gone, regia di Charles E. Roberts (1939)
- Tragedia sul Pacifico (Pacific Liner), regia di Lew Landers (193)
- Il voto del grand'uomo (The Great Man Votes), regia di Garson Kanin (1939)
- Crime Rave, regia di Jean Yarbrough (1939)
- Arizona Legion, regia di David Howard (1939)
- Gunga Din, regia di George Stevens (1939)
- Maid to Order, regia di Charles E. Roberts (1939)
- Boy Slaves, regia di P.J. Wolfson (1939)
- Beauty for the Asking, regia di Glenn Tryon (1939)
- Twelve Crowded Hours, regia di Lew Landers (1939)
- Snow Falls, regia di Jay Bonafield (1939)
- The Saint Strikes Back , regia di John Farrow (1939)
- Home Boner, regia di Harry D'Arcy (1939)
- Airwaves, regia di Frederic Ullman Jr. (1939)
- Un grande amore (Love Affair), regia di Leo McCarey (1939)
- Trouble in Sundown, regia di David Howard (1939)
- Clock Wise, regia di Charles E. Roberts (1939)
- They Made Her a Spy, regia di Jack Hively (1939)
- La vita di Vernon e Irene Castle (The Story of Vernon and Irene Castle), regia di H.C. Potter (1939)
- Almost a Gentleman, regia di Leslie Goodwins (1939)
- Sales Slips, regia di Charles E. Roberts (1939)
- The Flying Irishman, regia di Leigh Jason (1939)
- Ranch House Romeo, regia di Lou Brock (1939)
- Fixer Dugan, regia di Lew Landers (1939)
- The Rookie Cop, regia di David Howard (1939)
- Sorority House, regia di John Farrow (1939)
- Moving Vanities , regia di Louis Brock (Lou Brock) (1939)
- Television, regia di Frederic Ullman Jr. (1939)
- Panama Lady, regia di Jack Hively (1939)
- RKO Sportscope: Smooth Approach, regia di Jay Bonafield (1939)
- Baby Daze, regia di Charles E. Roberts (1939)
- Swinguette, regia di Julien Bryan (1939)
- Racketeers of the Range, regia di D. Ross Lederman (1939)
- The Girl from Mexico, regia di Leslie Goodwins (1939)
- Sagebrush Serenade, regia di Charles E. Roberts (1939)
- The Girl and the Gambler, regia di Lew Landers (1939)
- The World of Tomorrow, regia di Frederic Ullman Jr. (1939)
- La tragedia del 'Silver Queen'  (Five Came Back), regia di John Farrow (1939)
- The Saint in London, regia di John Paddy Carstairs (1939)
- Timber Stampede, regia di David Howard (1939)
- Ring Madness, regia di Harry D'Arcy (1939)
- Situazione imbarazzante (Bachelor Mother), regia di Garson Kanin (1939)
- Career, regia di Leigh Jason (1939)
- Feathered Pests, regia di Charles E. Roberts (1939)
- Five Times Five, regia di Frank P. Donovan (1939)
- The Spellbinder, regia di Jack Hively (1939)
- Conspiracy, regia di Lew Landers (1939)
- Non puoi impedirmi d'amare (In Name Only), regia di John Cromwell (1939)
- The Fighting Gringo, regia di David Howard (1939)
- Bad Lands, regia di Lew Landers (1939)
- La ragazza della quinta strada (Fifth Avenue Girl), regia di Gregory La Cava (1939)
- Information Please: Series 1, No. 1 (1939)
- Segreto mortale (Full Confession), regia di John Farrow (1939)
- Cupid Rides the Range, regia di Lou Brock (1939)
- The Day the Bookies Wept, regia di Leslie Goodwins (1939)
- Act Your Age, regia di Charles E. Roberts (1939)
- Blamed for a Blonde, regia di Charles E. Roberts (1939)
- Three Sons, regia di Jack Hively (1939)
- Sued for Libel, regia di Leslie Goodwins (1939)
- Truth Aches, regia di Charles E. Roberts (1939)
- The Marshal of Mesa City, regia di David Howard (1939)
- Il primo ribelle (Allegheny Uprising), regia di William A. Seiter (1939)
- Coat Tales (1939)
- That's Right - You're Wrong, regia di David Butler (1939)
- Reno, regia di John Farrow (1939)
- Two Thoroughbreds, regia di Jack Hively (1939)
- Kennedy the Great, regia di Charles E. Roberts (1939)
- Chicken Feed, regia di Charles E. Roberts (1939)
- Bandits and Ballads, regia di Lou Brock (1939)
- Notre Dame (The Hunchback of Notre Dame), regia di William Dieterle (1939)

### 1940
- Legion of the Lawless, regia di David Howard (1940)
- Mexican Spitfire, regia di Leslie Goodwins (1940)
- Scrappily Married, regia di Arthur Ripley (1940)
- Laddie, regia di Jack Hively (1940)
- Married and in Love, regia di John Farrow (1940)
- The Saint's Double Trouble, regia di Jack Hively (1940)
- Angeli della notte (Vigil in the Night), regia di George Stevens (1940)
- Slightly at Sea, regia di Harry D'Arcy (1940)
- Siege, regia di Julien Bryan (1940)
- Pennant Chasers, regia di Frank P. Donovan (1940)
- The Marines Fly High, regia di George Nichols Jr., Benjamin Stoloff (1940)
- Twincuplets, regia di Arthur Ripley (1940)
- Goodness! A Ghost, regia di Harry D'Arcy (1940)
- Little Orvie, regia di Ray McCarey (1940)
- Millionaire Playboy, regia di Leslie Goodwins (1940)
- Piccolo porto (Primrose Path), regia di Gregory La Cava (1940)
- Molly Cures a Cowboy, regia di Jean Yarbrough (1940)
- Information Please: Series 1, No. 8 (1940)
- Bullet Code, regia di David Howard (1940)
- Curtain Call, regia di Frank Woodruff (1940)
- Information Please: Series 1, No. 9, regia di Frank P. Donovan (1940)
- Le mie due mogli (My Favorite Wife), regia di Garson Kanin (1940)
- Mutiny in the County, regia di Harry D'Arcy (1940)
- Information Please: Series 1, No. 10 (1940)
- You Can't Fool Your Wife, regia di Ray McCarey (1940)
- 'Taint Legal, regia di Harry D'Arcy (1940)
- The Saint Takes Over, regia di Jack Hively (1940)
- A Bill of Divorcement, regia di John Farrow (1940)
- Prairie Law, regia di David Howard (1940)
- Information Please: Series 1, No. 11 (1940)
- Corralling a Schoolmarm, regia di Charles E. Roberts (1940)
- Pop Always Pays, regia di Leslie Goodwins e Charles E. Roberts (1940)
- Anne of Windy Poplars, regia di Jack Hively (1940)
- Millionaires in Prison, regia di Ray McCarey (1940)
- Cross-Country Romance, regia di Frank Woodruff (1940)
- Bested by a Beard, regia di Charles E. Roberts (1940)
- Stage to Chino, regia di Edward Killy (1940)
- Il ponte dell'amore (Lucky Partners), regia di Lewis Milestone (1940)
- Sunk by the Census, regia di Harry D'Arcy (1940)
- One Crowded Night, regia di Irving Reis (1940)
- Lo sconosciuto del terzo piano (Stranger on the Third Floor), regia di Boris Ingster (1940)
- Wildcat Bus, regia di Frank Woodruff (1940)
- Balla, ragazza, balla (Dance, Girl, Dance), regia di Dorothy Arzner e, non accreditato, Roy Del Ruth (1940)
- Men Against the Sky, regia di Leslie Goodwins (1940)
- Triple Justice, regia di David Howard (1940)
- I'm Still Alive, regia di Irving Reis (1940)
- He Asked for It, regia di Harry D'Arcy (1940)
- Wagon Train, regia di Edward Killy (1940)
- Information Please: Series 2, No. 2 (1940)
- Too Many Girls, regia di George Abbott (1940)
- Trailer Tragedy, regia di Harry D'Arcy (1940)
- Non desiderare la donna d'altri (They Knew What They Wanted), regia di Garson Kanin (1940)
- Mexican Spitfire Out West, regia di Leslie Goodwins (1940)
- Bar Buckaroos, regia di Lloyd French (1940)
- You'll Find Out, regia di David Butler (1940)
- Tattle Television, regia di Harry D'Arcy (1940)
- The Fargo Kid, regia di Edward Killy (1940)
- Drafted in the Depot, regia di Lloyd French (1940)
- Kitty Foyle, ragazza innamorata (Kitty Foyle), regia di Sam Wood (1940)

### 1941
- The Fired Man, regia di Charles E. Roberts (1941)
- Let's Make Music, regia di Leslie Goodwins (1941)
- The Saint in Palm Springs, regia di Jack Hively (1941)
- Play Girl, regia di Frank Woodruff (1941)
- Prairie Spooners, regia di Harry D'Arcy (1941)
- Il signore e la signora Smith (Mr. & Mrs. Smith), regia di Alfred Hitchcock (1941)
- Along the Rio Grande, regia di Edward Killy (1941)
- Mad About Moonshine, regia di Harry D'Arcy (1941)
- Marinai allegri (A Girl, a Guy, and a Gob), regia di Richard Wallace (1941)
- When Wifie's Away, regia di Harry D'Arcy (1941)
- Footlight Fever, regia di Irving Reis (1941)
- Repent at Leisure, regia di Frank Woodruff (1941)
- It Happened All Night, regia di Charles E. Roberts (1941)
- Redskins and Redheads, regia di Harry D'Arcy (1941)
- Robbers of the Range, regia di Edward Killy (1941)
- They Met in Argentina, regia di Leslie Goodwins, Jack Hively (1941)
- Quarto potere (Citizen Kane), regia di Orson Welles (1941)
- A Polo Phony, regia di Harry D'Arcy (1941)
- An Apple in His Eye, regia di Harry D'Arcy (1941)
- Tom, Dick e Harry, regia di Garson Kanin (1941)
- Hurry, Charlie, Hurry, regia di Charles E. Roberts (1941)
- Cyclone on Horseback, regia di Edward Killy (1941)
- Dangerous Moonlight, regia di Brian Desmond Hurst (1941)
- A Panic in the Parlor, regia di Charles E. Roberts (1941)
- Jungle Cavalcade, regia di William C. Ament (1941)
- Information Please: Series 2, No. 12 (1941)
- The Musical Bandit, regia di Charles E. Roberts (1941)
- My Life with Caroline, regia di Lewis Milestone (1941)
- Lady Scarface, regia di Frank Woodruff (1941)
- Six-Gun Gold, regia di David Howard (1941)
- Parachute Battalion, regia di Leslie Goodwins (1941)
- Papà prende moglie (Father Takes a Wife), regia di Jack Hively (1941)
- Picture People No. 1: Stars in Defense (1941)
- Westward Ho-Hum, regia di Clem Beauchamp (1941)
- Information Please: Series 3, No. 1 (1941)
- Unexpected Uncle, regia di Peter Godfrey (1941)
- Man-I-Cured, regia di Harry D'Arcy (1941)
- I'll Fix It, regia di Charles E. Roberts (1941)
- The Bandit Trail, regia di Edward Killy (1941)
- Picture People No. 2: Hollywood Sports, regia di M. Clay Adams (1941)
- Weekend for Three, regia di Irving Reis (1941)
- The Gay Falcon, regia di Irving Reis (1941)
- Picture People No. 3: Hobbies of the Stars, regia di M. Clay Adams (1941)
- California or Bust, regia di Lloyd French (1941)
- Il sospetto (Suspicion), regia di Alfred Hitchcock (1941)
- Look Who's Laughing, regia di Allan Dwan (1941)
- Who's a Dummy?, regia di Harry D'Arcy (1941)
- The Mexican Spitfire's Baby, regia di Leslie Goodwins (1941)
- Picture People No. 4: Stars Day Off, regia di M. Clay Adams (1941)
- Dude Cowboy, regia di David Howard (1941)
- A Quiet Fourth, regia di Harry D'Arcy (1941)
- Playmates, regia di David Butler (1941)

### 1942
- Home Work, regia di Harry D'Arcy (1942)
- Information Please: Series 3, No. 4 (1942)
- A Date with the Falcon, regia di Irving Reis (1942)
- Picture People Vol. 2 No. 6: Hollywood War Efforts, regia di M. Clay Adams (1942)
- L'ora del destino (Joan of Paris), regia di Robert Stevenson (1942)
- Four Jacks and a Jill, regia di Jack Hively (1942)
- Call Out the Marines, regia di William Hamilton, Frank Ryan (1942)
- Obliging Young Lady, regia di Richard Wallace (1942)
- Keep Shooting, regia di Harry D'Arcy (1942)
- La valle degli uomini rossi (Valley of the Sun), regia di George Marshall (1942)
- Heart Burn, regia di Harry D'Arcy (1942)
- Riding the Wind, regia di Edward Killy (1942)
- Sing Your Worries Away, regia di A. Edward Sutherland (1942)
- Wedded Blitz, regia di Harry Edwards (1942)
- Mexican Spitfire at Sea, regia di Leslie Goodwins (1942)
- World's Heavyweight Championship Fight: Joe Louis vs. Abe Simon (1942)
- Information Please: Series 3, No. 5, regia di Frank P. Donovan (1942)
- Inferior Decorator, regia di Clem Beauchamp (1942)
- Land of the Open Range, regia di Edward Killy (1942)
- Cactus Capers, regia di Charles E. Roberts (1942)
- Il peccatore di Tahiti (The Tuttles of Tahiti), regia di Charles Vidor (1942)
- Framing Father, regia di Charles E. Roberts (1942)
- Stella nel cielo (Syncopation), regia di William Dieterle (1942)
- Picture People No. 10: Hollywood at Home, regia di M. Clay Adams (1942)
- My Favorite Spy, regia di Tay Garnett (1942)
- The Falcon Takes Over, regia di Irving Reis (1942)
- Cooks and Crooks, regia di Harry Edwards (1942)
- Come on Danger, regia di Edward Killy (1942)
- La città della polvere (Powder Town), regia di Rowland V. Lee (1942)
- The Mayor of 44th Street, regia di Alfred E. Green (1942)
- Caramba Carmelita (Mexican Spitfire Sees a Ghost), regia di Leslie Goodwins (1942)
- Hold 'Em Jail, regia di Lloyd French (1942)
- Range Rhythm, regia di Charles E. Roberts (1942)
- Thundering Hoofs, regia di Lesley Selander (1942)
- Dedizione (The Big Street), regia di Irving Reis (1942)
- Two for the Money, regia di Lloyd French (1942)
- Mail Trouble, regia di Lloyd French (1942)
- Johnny Long and His Orchestra (1942)
- Mexican Spitfire's Elephant, regia di Leslie Goodwins (1942)
- Bandit Ranger, regia di Lesley Selander (1942)
- This Is America Series No. 33-101: Private Smith of the U.S.A. (1942)
- The Falcon's Brother, regia di Stanley Logan (1942)
- Highways by Night , regia di Peter Godfrey (1942)
- Here We Go Again, regia di Allan Dwan (1942)
- Dear! Deer!, regia di Ben Holmes (1942)
- Army Surgeon, regia di A. Edward Sutherland (1942)
- La marina è vittoriosa (The Navy Comes Through), regia di A. Edward Sutherland (1942)
- Rough on Rents, regia di Ben Holmes (1942)
- Fuggiamo insieme (Once Upon a Honeymoon), regia di Leo McCarey (1942)
- Dick Stabile and His Orchestra, regia di Jay Bonafield (1942)
- Tre ragazze e un caporale (Seven Days' Leave), regia di Tim Whelan (1942)
- Seven Miles from Alcatraz, regia di Edward Dmytryk (1942)
- Pirates of the Prairie, regia di Howard Bretherton (1942)
- Red River Robin Hood, regia di Lesley Selander (1942)
- Il bacio della pantera (Cat People), regia di Jacques Tourneur (1942)
- Pretty Dolly, regia di Ben Holmes (1942)
- The Great Gildersleeve, regia di Gordon Douglas (1942)
- Duck Soup, regia di Ben Holmes (1942)
- Conquer by the Clock, regia di Frederic Ullman Jr., Slavko Vorkapich (1942)
- Enric Madriguera and Orchestra (1942)

### 1943
- Letter to a Hero, regia di Larry O'Reilly (1943)
- Children of Mars, regia di Frank P. Donovan (1943)
- Hitler's Children, regia di Edward Dmytryke, non accreditato, Irving Reis (1943)
- Terrore sul Mar Nero (Journey Into Fear), regia di Norman Foster (1943)
- Per sempre e un giorno ancora (Forever and a Day), regia di Edmund Goulding, Cedric Hardwicke, Frank Lloyd, Victor Saville, Robert Stevenson, Herbert Wilcox, René Clair (1943)
- Fighting Frontier, regia di Lambert Hillyer (1943)
- Double Up, regia di Ben Holmes (1943)
- Aquile sul Pacifico (Flight for Freedom), regia di Lothar Mendes (1943)
- Hold Your Temper, regia di Lloyd French (1943)
- Gem-Jams, regia di Lambert Hillyer (1943)
- Ladies' Day, regia di Leslie Goodwins (1943)
- Indian Signs, regia di Charles E. Roberts (1943)
- The Falcon Strikes Back, regia di Edward Dmytryk (1943)
- Sagebrush Law, regia di Sam Nelson (1943)
- This Is America Series No. 33-106: Medicine on Guard
- Ho camminato con uno zombi (I Walked with a Zombie), regia di Jacques Tourneur (1943)
- Questa terra è mia (This Land Is Mine), regia di Jean Renoir
- Radio Runaround, regia di Lambert Hillyer (1943)
- L'uomo leopardo (The Leopard Man), regia di Jacques Tourneur (1943)
- Gildersleeve's Bad Day, regia di Gordon Douglas (1943)
- 19º stormo bombardieri (Bombardier), regia di Richard Wallace e Lambert Hillyer (1943)
- Hot Foot, regia di Ben Holmes (1943)
- The Avenging Rider, regia di Sam Nelson (1943)
- La dama e l'avventuriero (Mr. Lucky), regia di H.C. Potter (1943)
- Non ti posso dimenticare (The Sky's the Limit), regia di Edward H. Griffith (1943)
- The Falcon in Danger, regia di William Clemens (1943)
- Petticoat Larceny, regia di Ben Holmes (1943)
- Mexican Spitfire's Blessed Event, regia di Leslie Goodwins (1943)
- Tragico oriente (Behind the Rising Sun), regia di Edward Dmytryk (1943)
- Il passo del carnefice (The Fallen Sparrow), regia di Richard Wallace (1943)
- La settima vittima (The Seventh Victim), regia di Mark Robson  (1943)
- The Adventures of a Rookie, regia di Leslie Goodwins (1943)
- Seeing Nellie Home, regia di Ben Holmes (1943)
- Flicker Flashbacks No. 1, Series 1, regia di Richard Fleischer (1943)
- The Last Will and Testament of Tom Smith, regia di Harold S. Bucquet (1943)
- Not on My Account, regia di Charles E. Roberts (1943)
- Oil Is Blood (1943)
- Il maggiore di ferro (The Iron Major), regia di Ray Enright (1943)
- Gildersleeve on Broadway, regia di Gordon Douglas (1943)
- Cutie on Duty, regia di Ben Holmes (1943)
- Viaggio per la libertà (Gangway for Tomorrow), regia di John H. Auer (1943)
- Family Feud (1943)
- Se non ci fossimo noi donne (Government Girl), regia di Dudley Nichols (1943)
- The Falcon and the Co-eds, regia di William Clemens (1943)
- Unlucky Dog, regia di Ben Holmes (1943)
- Around the World, regia di Allan Dwan (1943)
- Wedtime Stories, regia di Ben Holmes (1943)
- The Ghost Ship, regia di Mark Robson  (1943)
- Eravamo tanto felici (Tender Comrade), regia di Edward Dmytryk (1943)
- Rookies in Burma, regia di Leslie Goodwins (1943)
- Higher and Higher, regia di Tim Whelan (1943)

### 1944
- Mademoiselle Fifi, regia di Robert Wise (1944)
- Prunes and Politics, regia di Ben Holmes (1944)
- Say Uncle, regia di Ben Holmes (1944)
- La spia di Damasco (Action in Arabia), regia di Léonide Moguy (1944)
- Il giardino delle streghe (The Curse of the Cat People), regia di Gunther von Fritsch e Robert Wise (1944)
- The Falcon Out West, regia di William Clemens (1944)
- Love Your Landlord, regia di Charles E. Roberts (1944)
- Radio Rampage, regia di Charles E. Roberts (1944)
- Poppa Knows Worst, regia di Ben Holmes (1944)
- Seven Days Ashore, regia di John H. Auer (1944)
- Varietà (Show Business), regia di Edwin L. Marin (1944)
- Hotel Reserve, regia di Lance Comfort, Mutz Greenbaum, Victor Hanbury (1944)
- Notte d'avventura (A Night of Adventure), regia di Gordon Douglas (1944)
- Tamara figlia della steppa (Days of Glory), regia di Jacques Tourneur (1944)
- Girls! Girls! Girls!, regia di Harry D'Arcy (1944)
- The Kitchen Cynic, regia di Hal Yates (1944)
- L'azione continua (Marine Raiders), regia di Harold D. Schuster (1944)
- Gildersleeve's Ghost, regia di Gordon Douglas (1944)
- Hotel Mocambo  (Step Lively), regia di Tim Whelan (1944)
- Le sorprese dell'amore (Bride by Mistake), regia di Richard Wallace (1944)
- The Falcon in Mexico, regia di William Berke (1944)
- Memo for Joe, regia di Richard Fleischer (1944)
- Youth Runs Wild, regia di Mark Robson (1944)
- Triple Trouble, regia di Harry D'Arcy (1944)
- The Master Race, regia di Herbert Biberman (1944)
- Lacrime e sorrisi (My Pal Wolf), regia di Alfred L. Werker (1944)
- Romanzo nel West (Tall in the Saddle), regia di Edwin L. Marin (1944)
- Bagliori a Manhattan (Music in Manhattan), regia di John H. Auer (1944)
- Il ribelle (None But the Lonely Heart), regia di Clifford Odets (1944)
- Heavenly Days, regia di Howard Estabrook (1944)
- Girl Rush, regia di Gordon Douglas (1944)
- Feather Your Nest, regia di Hal Yates (1944)
- He Forgot to Remember, regia di Hal Yates (1944)
- The Falcon in Hollywood, regia di Gordon Douglas (1944)
- L'ombra del passato (Murder, My Sweet), regia di Edward Dmytryk (1944)
- Schiava del male (Experiment Perilous), regia di Jacques Tourneur (1944)
- Nevada, regia di Edward Killy (1944)

### 1945
- Alibi Baby, regia di Hal Yates (1945)
- What a Blonde, regia di Leslie Goodwins (1945)
- Il villino incantato (The Enchanted Cottage), regia di John Cromwell (1945)
- Birthday Blues, regia di Hal Yates (1945)
- Sleepless Tuesday, regia di Hal Yates (1945)
- G 2 servizio segreto (Betrayal from the East), regia di William Berke (1945)
- Pan-Americana, regia di John H. Auer (1945)
- Having Wonderful Crime, regia di A. Edward Sutherland (1945)
- Il coraggio delle due (Two O'Clock Courage), regia di Anthony Mann (1945)
- I falchi del Fiume Giallo (China Sky), regia di Ray Enright (1945)
- Zombies on Broadway, regia di Gordon Douglas (1945)
- Scintille tra due cuori (Those Endearing Young Charms), regia di Lewis Allen (1945)
- Let's Go Stepping, regia di Hal Yates (1945)
- Lo strangolatore di Brighton (The Brighton Strangler), regia di Max Nosseck (1945)
- La iena - L'uomo di mezzanotte (The Body Snatcher), regia di Robert Wise (1945)
- Gli eroi del Pacifico (Back to Bataan), regia di Edward Dmytryk (1945)
- Wanderer of the Wasteland, regia di Wallace Grissell e Edward Killy (1945)
- It Shouldn't Happen to a Dog, regia di Hal Yates (1945)
- Great Day, regia di Lance Comfort (1945)
- What, No Cigarettes?, regia di Hal Yates (1945)
- The Falcon in San Francisco, regia di Joseph H. Lewis (1945)
- Radio Stars on Parade, regia di Leslie Goodwins (1945)
- Double Honeymoon, regia di Hal Yates (1945)
- Mama Loves Papa, regia di Frank R. Strayer (1945)
- La bella avventura (West of the Pecos), regia di Edward Killy (1945)
- It's Your Move, regia di Hal Yates (1945)
- Il vampiro dell'isola (Isle of the Dead), regia di Mark Robson (1945)
- First Yank Into Tokyo, regia di Gordon Douglas (1945)
- You Drive Me Crazy, regia di Hal Yates (1945)
- Beware of Redheads, regia di Hal Yates (1945)
- California Boom-Town, regia di Harry W. Smith (1945)
- Le ragazze dello scandalo (George White's Scandals), regia di Felix E. Feist (1945)
- The Big Beef, regia di Charles E. Roberts (1945)
- Flicker Flashbacks No. 3, Series 2, regia di Richard Fleischer (1945)
- Onde insanguinate (Johnny Angel), regia di Edwin L. Marin (1945)
- Nel mar dei Caraibi (The Spanish Main), regia di Frank Borzage (1945)
- Canta quando torni a casa (Sing your Way Home), regia di Anthony Mann (1945)
- Fantasma vivo (Man Alive), regia di Ray Enright (1945)
- A Game of Death, regia di Robert Wise (1945)
- Dick Tracy, regia di William Berke (1945)
- Mother-In-Law's Day], regia di Hal Yates (1945)
- Missione di morte (Cornered), regia di Edward Dmytryk (1945)
- La scala a chiocciola (The Spiral Staircase), regia di Robert Siodmak (1945)

### 1946
- Winning Basketball, regia di Joseph Walsh (1946)
- Trouble or Nothing, regia di Hal Yates (1946)
- Maid Trouble, regia di Harry Edwards (1946)
- Riverboat Rhythm, regia di Leslie Goodwins (1946)
- Quarter Horses, regia di Joseph Walsh (1946)
- Freedom and Famine, regia di Harry W. Smith (1946)
- Oh, Professor, Behave, regia di Hal Yates (1946)
- Tutte le spose sono belle (From This Day Forward), regia di John Berry (1946)
- Street of Shadows, regia di Larry O'Reilly (1946)
- In nome dell'amore (Deadline at Dawn), regia di Harold Clurman, William Cameron Menzies (1946)
- La terra dei senza legge (Badman's Territory), regia di Tim Whelan (1946)
- The Falcon's Alibi, regia di Ray McCarey (1946)
- Ding Dong Williams, regia di William Berke (1946)
- Manicomio (Bedlam), regia Mark Robson (1946)
- The Truth About Murder, regia di Lew Landers (1946)
- Twin Husbands, regia di Hal Yates (1946)
- California Express (Without Reservations), regia di Mervyn LeRoy (1946)
- World's Heavyweight Championship: Joe Louis vs. Billy Conn (1946)
- Port of New York, regia di Larry O'Reilly (1946)
- Sunset Pass, regia di William Berke (1946)
- Wall Street Blues, regia di Hal Yates (1946)
- La bionda di bambù (The Bamboo Blonde), regia di Anthony Mann (1946)
- I'll Take Milk, regia di Hal Yates (1946)
- Anime ferite (Till the End of Time), regia di Edward Dmytryk (1946)
- Motor Maniacs, regia di Wallace Grissell (1946)
- Notorious - L'amante perduta (Notorious), regia di Alfred Hitchcock (1946)
- Step by Step, regia di Phil Rosen (1946)
- La banda dei falsificatori (Crack-Up), regia di Irving Reis (1946)
- Skating Lady, regia di Douglas Sinclair (1946)
- Noisy Neighbors, regia di Hal Yates - cortometraggio (1946)
- Follow That Blonde, regia di Hal Yates (1946)
- L'angelo del dolore (Sister Kenny), regia di Dudley Nichols (1946)
- Child of Divorce, regia di Richard Fleischer (1946)
- I'll Build It Myself, regia di Hal Yates (1946)
- Genius at Work, regia di Leslie Goodwins (1946)
- La fortuna è femmina (Lady Luck), regia di Edwin L. Marin (1946)
- Notturno di sangue (Nocturne), regia di Edwin L. Marin (1946)
- Criminal Court, regia di Robert Wise (1946)
- Dick Tracy contro Cueball, regia di Gordon Douglas (1946)
- Melody Time, regia di Wallace Grissell (1946)
- Vacation in Reno, regia di Leslie Goodwins (1946)
- The Falcon's Adventure, regia di William Berke (1946)
- L'evaso (San Quentin), regia di Gordon Douglas (1946)
- Social Terrors, regia di Charles E. Roberts (1946)
- Il segreto del medaglione (The Locket), regia di John Brahm (1946)

### 1947
- The Pearl, regia di Emilio Fernández (1947)
- Passport to Nowhere (1947)
- Hollywood Bound
- Design for Death, regia di Richard Fleischer (1947)
- Sinbad il marinaio (Sinbad the Sailor), regia di Richard Wallace (1947)
- Follow That Music, regia di Arthur Dreifuss (1947)
- Do or Diet, regia di Hal Yates (1947)
- Frontiere selvagge (Trail Street), regia di Ray Enright (1947)
- Beat the Band, regia di John H. Auer (1947)
- The Devil Thumbs a Ride, regia di Felix E. Feist (1947)
- I predoni della montagna (Code of the West), regia di William Berke (1947)
- This Is America: San Francisco-Pacific Gateway
- Borrowed Blonde, regia di Hal Yates (1947)
- La moglie celebre (The Farmer's Daughter), regia di H.C. Potter (1947)
- Wife Tames Wolf, regia di Hal Yates (1947)
- Mr. Bell, regia di Richard Fleischer (1947)
- Flicker Flashbacks No. 6, Series 4, regia di Richard Fleischer (1947)
- A Likely Story, regia di H.C. Potter (1947)
- In Room 303, regia di Hal Yates (1947)
- Perfido inganno (Born to Kill), regia di Robert Wise (1947)
- Hired Husband, regia di Hal Yates (1947)
- Citizen Saint, regia di Harold Young (1947)
- Piccolo cuore (Banjo), regia di Richard Fleischer (1947)
- Serenata messicana (Honeymoon), regia di William Keighley (1947)
- il Dilemma di Dick Tracy (Dick Tracy's Dilemma), regia di John Rawlins (1947)
- Il silenzio è d'oro (Le Silence est d'or), regia di René Clair (1947)
- Let's Make Rhythm, regia di Wallace Grissell (1947)
- I Am an Alcoholic, regia di Harry W. Smith (1947)
- Il mistero delle sette chiavi (Seven Keys to Baldpate), regia di Lew Landers (1947)
- La donna della spiaggia (The Woman on the Beach), regia di Jean Renoir (1947)
- Heading for Trouble, regia di Hal Yates (1947)
- Riff-Raff - L'avventuriero di Panama (Riff Raff), regia di Ted Tetzlaff (1947)
- Fiamme sulla Sierra (Thunder Mountain), regia di Lew Landers (1947)
- Morirai a mezzanotte (Desperate), regia di Anthony Mann (1947)
- Blondes Away, regia di Hal Yates (1947)
- Nessuno mi crederà (They Won't Believe Me), regia di Irving Pichel (1947)
- Host to a Ghost, regia di Hal Yates (1947)
- Odio implacabile (Crossfire), regia di Edward Dmytryk (1947)
- Vento di primavera (The Bachelor and the Bobby-Soxer), regia di Irving Reis (1947)
- Whistle in the Night, regia di Larry O'Reilly (1947)
- Under the Tonto Rim, regia di Lew Landers (1947)
- Television Turmoil, regia di Hal Yates (1947)
- La perla, regia di Emilio Fernández (1947)
- Carle Comes Calling, regia di Jack Scholl (1947)
- Dick Tracy e il gas misterioso (Dick Tracy Meets Gruesome), regia di John Rawlins (1947)
- Smoke Eaters, regia di Harry W. Smith (1947)
- Golf Doctor, regia di Cary Middlecoff (1947)
- Flicker Flashbacks No. 1, Series 5, regia di Richard Fleischer (1947)
- My Pal, regia di Lew Landers (1947)
- L'amore senza volto (Night Song), regia di John Cromwell (1947)
- Wild Horse Mesa, regia di Wallace Grissell (1947)
- Le catene della colpa (Out of the Past), regia di Jacques Tourneur (1947)
- Quail Pointers (1947)
- Il lutto si addice ad Elettra (Mourning Becomes Electra), regia di Dudley Nichols (1947)
- Mind Over Mouse, regia di Charles E. Roberts (1947)
- The Spook Speaks, regia di Hal Yates (1947)
- Flicker Flashbacks No. 2, Series 5, regia di Richard Fleischer (1947)
- The Judge Steps Out, regia di Boris Ingster (1947)
- La grande conquista (Tycoon), regia di Richard Wallace (1947)

### 1948
- Behind Your Radio Dial, regia di Edward Montagne (1948)
- Brother Knows Best, regia di Hal Yates (1948)
- Children's Village, regia di Edward Montagne (1948)
- Flicker Flashbacks No. 3, Series 5, regia di Richard Fleischer (1948)
- Bet Your Life
- Who's Delinquent?, regia di Edward Montagne  (1948)
- Operation White Tower, regia di William Deeke (1948)
- No More Relatives, regia di Hal Yates (1948)
- Western Heritage, regia di Wallace Grissell (1948)
- Tutti conoscono Susanna (If You Knew Susie), regia di Gordon Douglas (1948)
- Flicker Flashbacks No. 4, Series 5, regia di Richard Fleischer (1948)
- Don't Fool Your Wife
- Mamma ti ricordo! (I Remember Mama), regia di George Stevens (1948)
- Pal's Adventure, regia di Hal Yates (1948)
- La casa dei nostri sogni (Mr. Blandings Builds His Dream House), regia di Henry C. Potter (1948)
- Funny Business
- Secretary Trouble, regia di Hal Yates (1948)
- Flicker Flashbacks No. 5, Series 5, regia di Richard Fleischer (1948)
- Il treno ferma a Berlino (Berlin Express), regia di Jacques Tourneur (1948)
- Domani saranno uomini (Fighting Father Dunne), regia di Ted Tetzlaff (1948)
- How to Clean House, regia di Charles E. Roberts (1948)
- The Arizona Ranger, regia di John Rawlins (1948)
- Flicker Flashbacks No. 6, Series 5, regia di Richard Fleischer (1948)
- Crime Lab, regia di Edward Montagne (1948)
- Guns of Hate, regia di Lesley Selander (1948)
- Dig That Gold, regia di Hal Yates (1948)
- World's Heavyweight Championship: Joe Louis vs. Jersey Joe Walcott (1948)
- Flicker Flashbacks No. 7, Series 5, regia di Richard Fleischer (1948)
- Valeria l'amante che uccise (The Velvet Touch), regia di Jack Gage (1948)
- Gli avvoltoi (Return of the Bad Men), regia di Ray Enright (1948)
- Sport's Golden Age, regia di Philip H. Reisman Jr., Harry W. Smith (1948)
- Athletic Varieties, regia di Joseph Walsh (1948)
- Home Canning, regia di Hal Yates (1948)
- Variety Time, regia di Hal Yates (1948)
- La collana insanguinata (Mystery in Mexico), regia di Robert Wise (1948)
- Labbra avvelenate (Race Street), regia di Edwin L. Marin (1948)
- La donna del bandito - Disperazione (They Live by Night), regia di Nicholas Ray (1948)
- La città della paura (Station West), regia di Sidney Lanfield (1948)
- Squadra mobile 61 (Bodyguard), regia di Richard Fleischer (1948)
- Bachelor Blues, regia di Leslie Goodwins (1948)
- Il vagabondo della foresta (Rachel and the Stranger), regia di Norman Foster (1948)
- Contest Crazy, regia di Hal Yates (1948)
- Sangue sulla luna (Blood on the Moon), regia di Robert Wise (1948)
- The 49th State, regia di David Griffin (1948)
- The Uninvited Blonde, regia di Hal Yates (1948)
- County Fair, regia di Harry W. Smith (1948)
- Il ragazzo dai capelli verdi (The Boy with Green Hair), regia di Joseph Losey (1948)
- Athletic Stars
- Pal's Return, regia di Leslie Goodwins (1948)
- Girls in White, regia di Harry W. Smith (1948)
- Indian Agent
- Fighting Tarpon, regia di Harry W. Smith (1948)
- It Pays to Be Ignorant, regia di Herbert Polesie (1948)
- Backstage Follies, regia di Hal Yates (1948)
- Ogni ragazza vuol marito (Every Girl Should Be Married), regia di Don Hartman (1948)
- Gun Smugglers, regia di Frank McDonald (1948)

### 1949
- Hai sempre mentito (A Woman's Secret), regia di Nicholas Ray (1949)
- Berlin Powderkeg, regia di William Deeke (1949)
- Brothers in the Saddle, regia di Lesley Selander (1949)
- Dad Always Pays, regia di Hal Yates (1949)
- Rustlers, regia di Lesley Selander (1949)
- Stasera ho vinto anch'io (The Set-Up), regia di Robert Wise (1949)
- I Found a Dog, regia di Lew Landers (1949)
- Heart Troubles, regia di Hal Yates (1949)
- The Cactus Cut-Up, regia di Charles E. Roberts (1949)
- Shush Money, regia di Burton Benjamin (1949)
- Diana vuole la libertà (Adventure in Baltimore), regia di Richard Wallace (1949)
- Basketball Headliners of 1949, regia di Joseph Walsh (1949)
- Golf Masters, regia di Douglas Sinclair (1949)
- Donne di frontiera (Roughshod), regia di Mark Robson (1949)
- Let's Go to the Movies, regia di Tholen Gladden (non accreditato) (1949)
- Stagecoach Kid, regia di Lew Landers (1949)
- I Can't Remember, regia di Hal Yates (1949)
- Bersaglio umano (The Clay Pigeon), regia di Richard Fleischer (1949)
- Il tesoro di Vera Cruz (The Big Steal), regia di Don Siegel (1949)
- Il ragazzo e l'aquila (Boy and the Eagle), regia di William Lasky, Dickie Moore (1949)
- Seguimi in silenzio (Follow Me Quietly), regia di Richard Fleischer (1949)
- La finestra socchiusa (The Window), regia di Ted Tetzlaff (1949)
- Make Mine Laughs, regia di Richard O. Fleischer, Hal Yates (1949)
- Oil's Well That Ends Well, regia di Hal Yates (1949)
- Masked Raiders, regia di Lesley Selander (1949)
- Piano Rhythm, regia di Burton Benjamin (1949)
- The Mysterious Desperado, regia di Lesley Selander (1949)
- Holiday for Danny, regia di Larry O'Reilly (1949)
- Prize Maid, regia di Hal Yates (1949)
- Prize Fighter, regia di Larry O'Reilly (1949)
- Strange Bargain, regia di Will Price (1949)
- Dog of the Wild, regia di Richard Irving (1949)
- Lo schiavo della violenza (The Woman on Pier 13), regia di Robert Stevenson (1949)
- Il gigante di New York (Easy Living), regia di Jacques Tourneur (1949)
- Sweet Cheat
- State Trooper, regia di Harry W. Smith (1949)
- Tu partirai con me (Holiday Affair), regia di Don Hartman (1949)
- Bashful Romeo, regia di Hal Yates (1949)
- Braccati dai G-Men (The Threat), regia di Felix E. Feist (1949)
- Kilroy Returns, regia di Edward Montagne (1949)
- Football Headliners of 1949, regia di Jay Bonafield (1949)
- A Dangerous Profession, regia di Ted Tetzlaff (1949)
- Shocking Affair, regia di Hal Yates (1949)

### 1950
- Brooklyn Buckaroos, regia di Leslie Goodwins (1950)
- Newlyweds' House Guest, regia di Hal Yates (1950)
- Groan and Grunt, regia di Hal Yates (1950)
- Il tatuaggio misterioso (The Tattooed Stranger ), regia di Edward Montagne (1950)
- Riders of the Range, regia di Lesley Selander (1950)
- Stromboli, regia di Roberto Rossellini (1950)
- High and Dizzy, regia di Hal Yates (1950)
- Audition for August, regia di Burton Benjamin (1950)
- Expectant Father, regia di Edward Montagne (1950)
- Put Some Money in the Pot, regia di Hal Yates (1950)
- Dynamite Pass, regia di Lew Landers (1950)
- Basketball Headliners of 1950, regia di Jay Bonafield (1950)
- Storm Over Wyoming, regia di Lesley Selander (1950)
- Waiting for Baby, regia di Hal Yates (1950)
- The Jimmy Fund for Boston's Children's Hospital (1950)
- This Is America: You Can Make a Million, regia di Larry O'Reilly (1950)
- Rider from Tucson, regia di Lesley Selander (1950)
- Sterminate la gang! (Armored Car Robbery), regia di Richard Fleischer (1950)
- La torre bianca (The White Tower), regia di Ted Tetzlaff (1950)
- Photo Phonies, regia di Hal Yates (1950)
- The Costume Designer, regia di Tholen Gladden (non accreditato) (1950)
- Una rosa bianca per Giulia (Where Danger Lives), regia di John Farrow (1950)
- La seduttrice (Born to Be Bad), regia di Nicholas Ray (1950)
- Border Treasure, regia di George Archainbaud (1950)
- Che vita con un cow boy! (Never a Dull Moment), regia di George Marshall (1950)
- Bunco Squad, regia di Herbert I. Leeds (1950)
- Texas Tough Guy, regia di Hal Yates (1950)
- Pal, Canine Detective, regia di Richard Irving (1950)
- Pal, Fugitive Dog, regia di Richard Irving (1950)
- Ormai ti amo (Walk Softly, Stranger), regia di Robert Stevenson (1950)
- Football's Mighty Mustang (1950)
- Rio Grande Patrol, regia di Lesley Selander (1950)
- The Big Appetite, regia di Larry O'Reilly (1950)
- Diving Dynasty, regia di Jay Bonafield (1950)
- Night Club Daze, regia di Hal Yates (1950)
- Spooky Wooky, regia di Hal Yates (1950)
- Hunt the Man Down, regia di George Archainbaud (1950)
- I ragni della metropoli (Gambling House), regia di Ted Tetzlaff (1950)

### 1951
- From Rogues to Riches, regia di Leslie Goodwins (1951)
- Footlight Varieties, regia di D.W. Griffith, Benjamin Stoloff, Hal Yates (1951)
- Chinatown Chump, regia di Hal Yates (1951)
- N.N. vigilata speciale (The Company She Keeps), regia di John Cromwell (1951)
- Pal's Gallant Journey, regia di Richard Irving (1951)
- Big House Rodeo, regia di Larry O'Reilly (1951)
- Law of the Badlands, regia di Lesley Selander (1951)
- Tinhorn Troubadors, regia di Leslie Goodwins (1951)
- Punchy Pancho, regia di Leslie Goodwins (1951)
- Il padre volante (Flying Padre), regia di Stanley Kubrick (1951)
- La 'cosa' da un altro mondo (The Thing from Another World), regia di Christian Nyby (1951)
- Slammin' Sammy Snead, regia di Joseph Walsh (1954)
- Saddle Legion, regia di Lesley Selander (1951)
- Basketball Headliners of 1951 (1951)
- Voglio essere tua (My Forbidden Past), regia di Robert Stevenson (1951)
- Il vascello misterioso (Sealed Cargo), regia di Alfred L. Werker (1951)
- One Wild Night, regia di Hal Yates (1951)
- Ted Williams, regia di Joseph Walsh (1951)
- Gunplay, regia di Lesley Selander (1951)
- Card Sharp, regia di Larry O'Reilly (1951)
- They Fly with the Fleet, regia di Larry O'Reilly (1951)
- Lake Texoma, regia di Larry O'Reilly (1951)
- Deal Me In, regia di Hal Yates (1951)
- The Newlyweds Take a Chance, regia di Hal Yates (1951)
- Il magnifico fuorilegge (Best of the Badmen), regia di William D. Russell (1951)
- I diavoli alati (Flying Leathernecks), regia di Nicholas Ray (1951)
- Il suo tipo di donna! (His Kind of Woman!) (1951)
- Pistol Harvest, regia di Lesley Selander (1951)
- Recording Session, regia di Burton Benjamin (1951)
- Roadblock, regia di Harold Daniels (1951)
- Lord Epping Returns, regia di Leslie Goodwins (1951)
- Voglia di vita (On the Loose), regia di Charles Lederer (1951)
- Channel Swimmer, regia di Joseph Walsh (1951)
- Il lago in pericolo (The Whip Hand), regia di William Cameron Menzies (1951)
- Piombo rovente (Hot Lead), regia di Stuart Gilmore (1951)
- Lone Star Roundup, regia di Larry O'Reilly (1951)
- L'assalto delle frecce rosse (Slaughter Trail), regia di Irving Allen (1951)
- Touchdown Town, regia di Douglas Sinclair (1951)
- La gang (The Racket), regia di John Cromwell (1951)
- Quattro ragazze all'abbordaggio (Two Tickets to Broadway), regia di James V. Kern (1951)
- Feathered Bullets, regia di William Deeke (1951)
- Overland Telegraph, regia di Lesley Selander (1951)
- Neve rossa (On Dangerous Ground), regia di Nicholas Ray e, non accreditata, Ida Lupino (1951)
- Too Many Wives, regia di Leslie Goodwins (1951)
- Questi dannati quattrini! (Double Dynamite), regia di Irving Cummings (1951)

### 1952
- Bobby Shantz, regia di Jay Bonafield (1952)
- La città del piacere (The Las Vegas Story), regia di Robert Stevenson (1952)
- Una ragazza in ogni porto (A Girl in Every Port), regia di Chester Erskine (1952)
- Trail Guide, regia di Lesley Selander (1952)
- I figli dei moschettieri (At Sword's Point), regia di Lewis Allen (1952)
- Ghost Buster, regia di Hal Yates (1952)
- Robin Hood e i compagni della foresta (The Story of Robin Hood and His Merrie Men), regia di Ken Annakin (1952)
- Murder in A-Flat, regia di Charles Skinner (1952)
- Road Agent, regia di Lesley Selander (1952)
- The Pace That Thrills, regia di Leon Barsha (1952)
- The MacArthur Story
- Swingtime in Mexico
- Target, regia di Stuart Gilmore  (1952)
- L'avventuriero di Macao (Macao), regia di Josef von Sternberg (1952)
- Le iene di Chicago (The Narrow Margin), regia di Richard Fleischer (1952)
- La carica degli apaches (The Half-Breed), regia di Stuart Gilmore (1952)
- Hockey Stars Summer
- Desert Passage, regia di Lesley Selander (1952)
- La confessione della signora Doyle (Clash by Night), regia di Fritz Lang (1952)
- Il grande cielo (The Big Sky), regia di Howard Hawks (1952)
- Professor F.B.I.
- Your Doctor
- Operazione Z
- Mexican Rhythm
- Rhythm in Mexico
- Il pirata Barbanera (Blackbeard, the Pirate), regia di Raoul Walsh (1952)
- Androclo e il leone (Androcles and the Lion), regia di Chester Erskine e, non accreditato, Nicholas Ray (1952)

### 1953
- Molly Bee Sings
- Operation A-Bomb
- Fresh Painter
- Seduzione mortale (Angel Face), regia di Otto Preminger (1953)
- Three Chairs for Betty
- Lost in a Turkish Bath
- And Baby Makes Two
- Half-Dressed for Dinner
- Pardon My Wrench
- Transatlantic Hop
- La belva dell'autostrada (The Hitch-Hiker), regia di Ida Lupino (1953)
- Le ore sono contate
- Prigionieri della città deserta (Split Second), regia di Dick Powell (1953)
- Oltre il Sahara
- L'amore che ci incatena
- Il mare intorno di noi
- Duello sulla Sierra Madre (Second Chanche), regia di Rudolph Maté (1953)
- Merry Mirthquakes
- L'inferno di Yuma (Devil's Canyon), regia di Alfred L. Werker (1953)
- Ben Hogan
- Louisiana Territory
- Herring Hunt
- Laughs of Yesterday
- La linea francese (The French Line), regia di Loyd Bacon (1953)

### 1954
- "Greatest Drama"
- Bella ma pericolosa (She Couldn't Say No), regia di Lloyd Bacon (1954)
- Agente federale X3 (Dangerous Mission), regia di Louis King (1954)
- Golfing with Demaret, regia di Jay Bonafield (1954)
- Taming the Crippler (1954)
- Basketball Headliners of 1954, regia di Douglas Sinclair (1954)
- Black Power, regia di Larry O'Reilly (1954)
- Long Time No See (1954)
- Susanna ha dormito qui (Susan Slept Here), regia di Frank Tashlin (1954)
- Hansel and Gretel, regia di John Paul (1954)
- La regina del Far West (Cattle Queen of Montana), regia di Allan Dwan (1954)

### 1955
- Il tesoro sommerso (Underwater!), regia di John Sturges (1955)
- Il figlio di Sinbad (Son of Sinbad), regia di Ted Tetzlaff (1955)
- Tanbark and Turf (1955)
- Film Fun (1955)
- Game Warden, regia di Harry W. Smith (1955)
- The Future Is Now, regia di Larry O'Reilly (1955)
- Gym College, regia di Howard Winner (1955)
- Golden Glamour, regia di Larry Williams (1955)
- Black Cats and Broomsticks, regia di Larry O'Reilly (1955)
- Bonefish and Barracuda, regia di Howard Winner (1955)
- Canadian Carnival, regia di Douglas Sinclair (1955)
- Teenagers on Trial (1955)
- Football Headliners (1955)
- Headpin Hints, regia di William Deeke (1955)

### 1956
- The Beach of Nazaré, regia di Van Campen Heilner (1956)
- Tale of a Trotter (1956)
- Her Honor, the Nurse, regia di Harry W. Smith (1956)
- Island Windjammers, regia di Howard Winner (1956)
- Il conquistatore (The Conqueror), regia di Dick Powell (1956)
- Fortune Seekers, regia di Larry O'Reilly (1956)
- Veneri rosse (Slightly Scarlet), regia di Allan Dwan (1956)
- Sentinels in the Air, regia di Howard Winner (1956)
- Ski-Flying, regia di Heinz Scheiderbauer (1956)
- We Never Sleep, regia di Larry O'Reilly (1956)
- Canadian Lancers, regia di Douglas Sinclair (1956)
- Where Is Jane Doe?, regia di Larry O'Reilly (1956)
- The Golden Equator, regia di Hamilton Wright (1956)
- Striper Time, regia di Van Campen Heilner (1956)
- The Merchandise Mart, regia di Larry O'Reilly (1956)
- Basketball Headliners, regia di Earle Luby (1956)
- Races to Remember (1956)
- Phonies Beware!, regia di Larry O'Reilly (1956)
- Four Minute Fever, regia di William Deeke (1956)
- Emergency Doctor, regia di Harry W. Smith (1956)
- The Law and the Lab, regia di Frances Dinsmoor (1956)
- Aqua Babes, regia di Ernest Corts (1956)
- Ice Climbers (1956)
- Canoeman's Holiday, regia di Douglas Sinclair (1956)
- Born to Fight, regia di Van Campen Heilner (1956)
- Big Blue Goose, regia di Van Campen Heilner (1956)
- Alert Today - Alive Tomorrow, regia di Larry O'Reilly (1956)
- Alaska Lifeboat, regia di Herbert Morgan (1956)
- High Dive Kids (1956)
- White Peril, regia di Don Horter (1956)
- Holland Sailing (1956)

### 1957
- Wild Water, regia di Earle Luby (1957)
- Sportsmen at Work, regia di Larry O'Reilly (1957)
- Speed Week, regia di Howard Winner (1957)
- Salar, the Leaper, regia di Douglas Sinclair (1957)
- Polar Outpost, regia di Jerome Brondfield (1957)
- Dirt Track Racing, regia di Heinz Scheiderbauer (1957)
- Decade for Decision, regia di Ardis Smith (1957)
- Cave Explorers, regia di Heinz Scheiderbauer (1957)
- Basque Sports, regia di Van Campen Heilner (1957)
- Arctic Roundup, regia di John Teal Jr. (1957)
- La tortura della freccia (Run of the Arrow), regia di Samuel Fuller (1957)
- Il pilota razzo e la bella siberiana (Jet Pilot), regia di Josef von Sternberg (1957)
- Bermuda Cockleshells, regia di Harry W. Smith (1957)

## Distribuzione
- I cavalieri del Nord Ovest (She Wore a Yellow Ribbon), regia di John Ford (1949)
- Oklahoma!, regia di Fred Zinnemann (1955)
- Quando la città dorme (While the City Sleeps) (1956)
- L'alibi era perfetto (Beyond a Reasonable Doubt) (1956)
- Due gentiluomini attraverso il Giappone (Escapade in Japan), regia di Arthur Lubin (1957)
- Il nudo e il morto (The Naked and the Dead), regia di Raoul Walsh (1958)